# Enrique Echeburúa
Enrique Echeburúa Odriozola (San Sebastián, 1951) es un psicólogo clínico español. Desde 2021 es profesor emérito de Psicología Clínica en la Universidad del País Vasco. En 2017 obtuvo el Premio Euskadi de Investigación. Es miembro de número en Jakiunde (Academia de las Ciencias, de las Artes y de las Letras del País Vasco) y en la Academia de Psicología de España.

## Biografía
Se licenció en Psicología por la Universidad Complutense de Madrid en 1973 y se doctoró en la misma universidad en 1978. Ha completado su formación en Psicología Clínica con diversas estancias en las Universidades de San Diego (EE. UU.) y Londres (Middlesex y Maudsley Hospital) y, más recientemente, ha participado en seminarios científicos en las Universidades de Reno (EE. UU.), Cambridge (Gran Bretaña), Calgary, Quebec y Vancouver (Canadá).
Desde 1989 hasta 2021 ha sido catedrático de Psicología Clínica en la Facultad de Psicología de la Universidad del País Vasco (UPV/EHU), de la que fue decano entre 1985 y 1987, y que está ubicada en su San Sebastián natal. A partir de 2021 ha sido nombrado profesor emérito en la misma universidad.  Miembro cofundador del Instituto Vasco de Criminología, ha sido presidente de la Sociedad Vasca de Victimología  (2004-2008) y coordinador de la Estrategia de Salud Mental del Ministerio de Sanidad, Servicios Sociales e Igualdad (2013-2015). Ha sido asimismo director del posgrado de Victimología en la Universidad del País Vasco (UPV/EHU) (2007-2008) y codirector de la Revista de Victimología/Journal of Victimology (2015-2016). Interesado por la colaboración interdisciplinar de la psicología clínica y la criminología, ha presentado ponencias en diversos Congresos internacionales e impartido seminarios en universidades de diferentes países hispanoamericanos (Argentina, Chile, Colombia, México, Costa Rica, Puerto Rico, Perú y República Dominicana).
Ha sido director del Grupo de Investigación en Psicología Clínica y de la Salud desde 2010 hasta 2021 en la Universidad del País Vasco (UPV/EHU). Sus investigaciones, enfocadas en el campo de la Psicología Clínica y de la Psicología Forense,  se han centrado principalmente en la violencia contra la pareja, las agresiones sexuales, la ludopatía, las adicciones sin drogas y el suicidio y han dado como resultado más de veinte tesis doctorales. Asimismo se ha interesado especialmente por los tratamientos psicológicos basados en la evidencia en el ámbito de diversos trastornos mentales (entre otros, la agorafobia, la fobia social, el trastorno de estrés postraumático, el trastorno bipolar, la ludopatía y la obesidad).
En esta línea ha puesto en marcha programas específicos de tratamiento para víctimas de agresiones sexuales y de violencia machista, así como para hombres que maltratan a su pareja, y ha creado instrumentos de medida en estos ámbitos, especialmente para la dependencia emocional, la evaluación del riesgo de violencia contra la pareja y el trastorno de estrés postraumático en víctimas de delitos violentos. Como fiel reflejo del interés del autor por la transferencia del conocimiento y por la conexión entre la investigación y la práctica clínica, todo ello está publicado en artículos científicos y en libros que están al alcance de los investigadores y de los profesionales.
Desde 2022 es colaborador del periódico El País en temas relacionados con la salud y el bienestar emocional, lo que se justifica por el interés del autor en la divulgación científica.

## Obras
Enrique Echeburúa ha publicado varios centenares de artículos y capítulos centrados en sus investigaciones y ha escrito una variedad de textos en el ámbito de la psicología clínica y forense. Algunos de sus libros más significativos son:
- Avances en el tratamiento psicológico de los trastornos de ansiedad. Pirámide. 1992. ISBN 84-368-0581-X.
- Fobia social. Martínez Roca. 1993. ISBN 84-270-1798-7.
- Personalidades violentas. Pirámide. 1994. ISBN 84-368-0829-0.
- Evaluación y tratamiento de la fobia social. Martínez Roca. 1995. ISBN 84-270-2042-2.
- Manual práctico del juego patológico. Pirámide. 1997. ISBN 84-368-1027-9.
- Manual de violencia familiar. Siglo XXI. 1998. ISBN 84-32-3-0971-0.
- ¿Adicciones sin drogas? Las nuevas adicciones (juego, sexo, comida, compras, trabajo, Internet). Desclée de Brower. 1999. ISBN 84-330-1378-5.
- Abuso sexual en la infancia: víctimas y agresores. Un enfoque clínico. Ariel. 2000. ISBN 84-344-7469-7.
- Abuso de alcohol. Síntesis. 2001. ISBN 84-7738-885-7.
- Celos en la pareja: una emoción destructiva. Ariel. 2001. ISBN 84-344-1228-4.
- Vivir sin violencia. Aprender un nuevo estilo de vida. Pirámide. 2002. ISBN 84-368-1642-0.
- Superar un trauma. El tratamiento de las víctimas de sucesos violentos. Pirámide. 2004. ISBN 84-368-1900-4.
- Manual de victimología. Tirant lo Blanch. 2006. ISBN 84-8456-638-2.
- Trastornos de ansiedad en la infancia y adolescencia. Pirámide. 2009. ISBN 978-84-368-2245-8.
- Adicción a las nuevas tecnologías en adolescentes y jóvenes. Pirámide. 2009. ISBN 978-84-368-2322-6.
- El juego patológico. Avances en la clínica y en el tratamiento. Pirámide. 2010. ISBN 978-84-368-2412-4.
- ¿Por qué víctima es femenino y agresor masculino? La violencia contra la pareja y las agresiones sexuales. Pirámide. 2010. ISBN 978-84-368-2398-1.
- Adicción a las redes sociales y a las nuevas tecnologías en jóvenes y adolescentes. Guía para educadores. Pirámide. 2012. ISBN 978-84-368-2686-9.
- Abuso de Internet: ¿antesala para la adicción al juego de azar online? Pirámide. 2016. ISBN 978-84-368-3581-6.
- Violencia y trastornos mentales. Pirámide. 2018. ISBN 978-84-368-3965-4.
- Abuso sexual en la infancia: nuevas perspectivas clínicas y forenses. Ariel. 2021.  ISBN 978-84-344-3318-2.
- Muerte por suicidio. El sufrimiento de las víctimas y el duelo de los supervivientes. Pirámide. 2023. ISBN 978-84-368-4809-0.

## Premios y distinciones
- Premio de Investigación Rafael Burgaleta del Colegio Oficial de Psicólogos en 1994.
- Premio Euskadi de Investigación 2017 en el área de Ciencias Sociales y Humanidades.
- Académico de número de Jakiunde (Academia de las Ciencias, de las Artes y de las Letras del País Vasco) desde 2012.
- Académico de número de la Academia de Psicología de España desde 2021.
- Profesor Honorario de la Universidad Provincial de Córdoba (Argentina) (2022).